# Untertagedeponie Herfa-Neurode

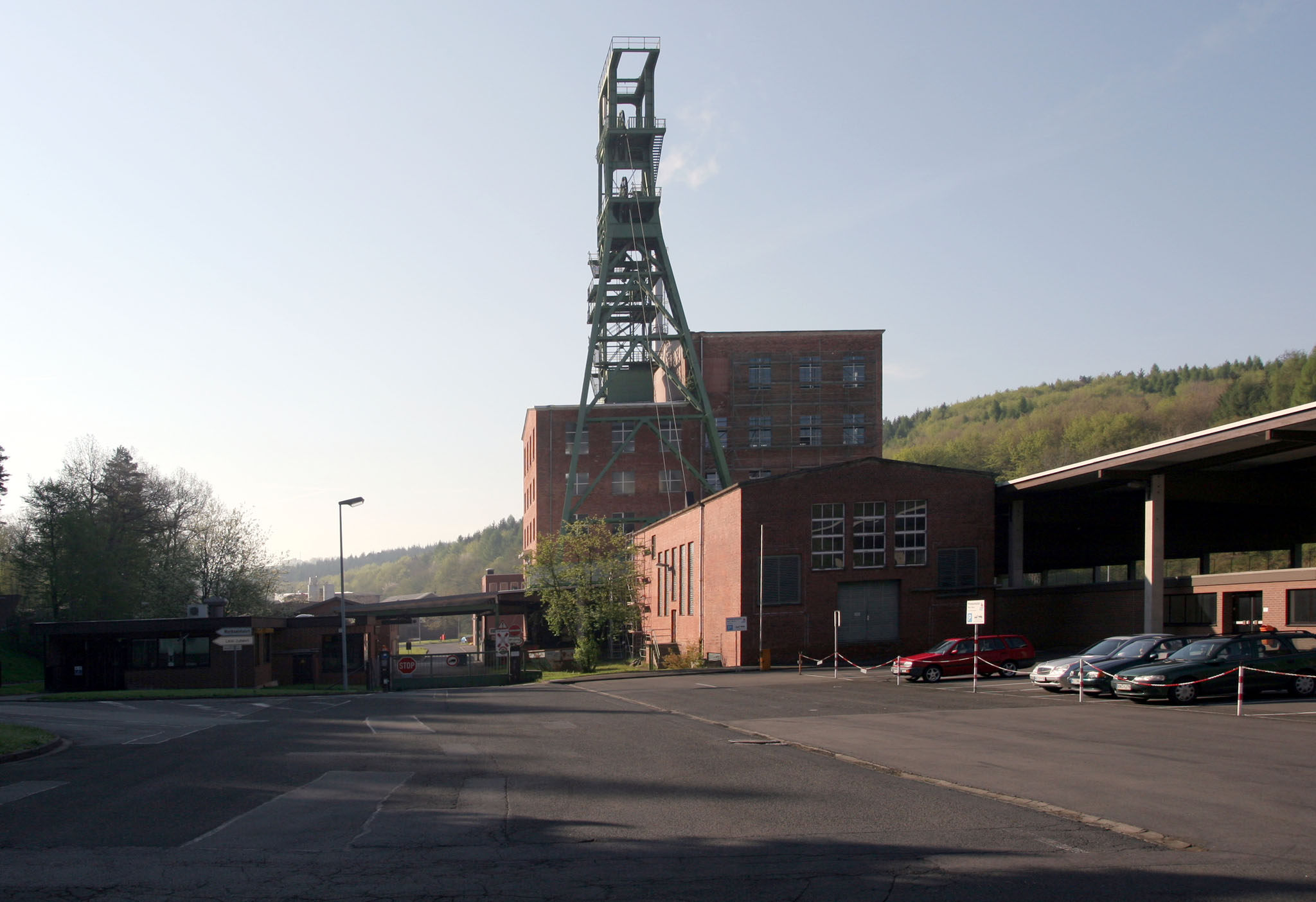
Die Untertagedeponie Herfa-Neurode

Die Untertage-Deponie Herfa-Neurode (UTD Herfa-Neurode) ist die weltweit größte untertägige Deponie für gefährliche Abfälle. Die Deponie liegt im hessischen Heringen und wird von der K+S Minerals and Agriculture GmbH, einem Unternehmen der K+S Gruppe, betrieben.

## Geschichte
Die Untertage-Deponie wurde 1972 in abgebauten Bereichen des Kaliwerks Werra eingerichtet. Sie war die erste Deponie dieser Art weltweit. Heute ist die UTD Herfa-Neurode die größte untertägige Deponie der Welt. Die dort entwickelten Betriebsverfahren und Sicherheitsvorkehrungen waren beispielgebend für andere Anlagen.

## Deponiedaten
Die als Deponie genutzten Bereiche des Bergwerks erstrecken sich zwischen 700 und 750 m Teufe über 6 km (West-Ost) und 5 km (Nord-Süd). Die Einlagerungsräume sind 2,5 bis 3,5 m hoch. Die technische Kapazität beträgt bis zu 200.000 Tonnen pro Jahr. Die Anlieferung erfolgt per LKW.
In der Anlage arbeiten rund 70 Mitarbeiter. Seit der Inbetriebnahme der Deponie wurden rund 3,2 Millionen Tonnen gefährliche Abfälle deponiert. Die Deponieräume in dem abgebauten Kaliflöz liegen innerhalb einer 300 m mächtigen Salzschicht. Oberhalb der Salzlagerstätte liegt eine 100 m mächtige Tonschicht und darüber ein 500 m mächtiges Deckgebirge aus Buntsandstein und Muschelkalk.

## Einlagerung gefährlicher Abfälle
Herfa-Neurode bietet als eine Klasse-IV-Deponie die größtmögliche Sicherheit für die Beseitigung gefährlicher Abfälle. In der Deponie lagern mehr als 3,2 Millionen Tonnen gefährliche Abfälle (Stand 2019). Die Lagerung erfolgt räumlich getrennt nach 20 Stoffgruppen. Darunter 690.000 Tonnen dioxin- und furanhaltige Abfälle, 220.000 Tonnen quecksilberhaltiger Abfälle, 127.000 Tonnen zyanidhaltiger Müll und 83.000 Tonnen arsenhaltiger Giftmüll. Die Abfälle werden vor der Annahme auf ihre chemische Zusammensetzung und die Übereinstimmung mit der behördlichen Einlagerungsgenehmigung geprüft. Aus Sicherheitsgründen und zum Schutz der Mitarbeiter dürfen bestimmte Abfälle nicht eingelagert werden. Ausschlusskriterien sind z. B.: flüssige Abfälle, explosionsgefährliche, selbstentzündliche, radioaktive, Krankheitserreger enthaltende oder -bildende, gasbildende oder penetrant riechende Stoffe.
Das Abfallkataster und die zugehörigen Deklarationsanalysen werden unbefristet archiviert. Der Abfall jedes Erzeugers kann auch nach Jahren lokalisiert und bezüglich des Wertstoffgehaltes eingeschätzt werden. Da für den Deponiebetrieb von Anfang an das Prinzip der Rückholbarkeit der Abfälle galt, besteht die Möglichkeit, wertstoffhaltige Abfälle wieder aufzuarbeiten, wenn dafür geeignete Recyclingverfahren zur Verfügung stehen.

## Betrieb
Für den Vollzug des Abfallrechtes sind laut Verfassung allein die Länder zuständig. Daher ist die oberste Landesbehörde Hessens, das Hessische Ministerium für Umwelt, Klimaschutz, Landwirtschaft und Verbraucherschutz zuständig. Für die UTD Herfa-Neurode liegt dem zuständigen Ministerium ein Langzeitsicherheitsnachweis für die Sicherheit in der Betriebsphase und in der Nachbetriebsphase vor, der Voraussetzung für die Genehmigung des Betriebes ist.